# Alessandra Ferri
Alessandra Ferri, född 6 maj 1963 i Milano i Italien, är en italiensk ballerina. Hon har dansat som premiärdansare vid Royal Ballet (1980–1984) och American Ballet Theatre (1985–2007) och var prima ballerina vid La Scala mellan 1992 och 2007, när hon officiellt gick i pension. Hon har fått flera prestigefulla utmärkelser och har beskrivits av New York Times som "en av de största dansarna genom tiderna". Hennes signaturroll är som Julia i Romeo och Julia, en roll hon senast dansade vid 53 års ålder.

## Karriär
Ferri studerade vid Teatro alla Scala i Milano fram tills hon blev 15 år. Hon gick sedan med i Royal Ballet School i London. År 1980 vann hon  Prix de Lausanne, en internationell danstävling för unga elever som hålls årligen i Lausanne, Schweiz, och samma år fick hon vid 17 års ålder anställning vid The Royal Ballet. Hon uppgraderades där till Principal Dancer när hon var 19 år. Vid Royal Ballet medverkade hon trots sin unga ålder i flera av de stora baletterna, såsom Svansjön, Törnrosa, La Bayadère och Romeo och Julia.
1985 fick hon kontrakt som Principal för American Ballet Theatre i New York. Där hade hon huvudroller i bland annat Giselle, Anastasia, les Sylphides, La Bayadère, Romeo och Julia och The Dream I New York var hon kvar drygt 20 år, till sin officiella pension 2007 då hon var 44 år gammal.
Från 1992 var hon gästdansare vid La Scala i hemlandet Italien, där hon också utnämndes till den mest prestigefyllda titeln, Prima ballerina assoluta.
Efter sin officiella pension har Ferri vid ett flertal tillfällen gjort comeback, till exempel i rollen som Virginia Woolf i Woolf works vid Royal Ballet 2015, och i Afterite vid American Ballet Theatre 2018. Hon har dessutom repriserat rollen i Woolf works, först 2023 vid Royal Ballet, sedan 2024 vid American Ballet Theater, då 61 år gammal.
Från september 2025 kommer hon att ha den prestigefulla rollen som Artistic Director vid Wiener Staatsballett i Österrike.

## Priser och utmärkelser (urval)
- 1980 - Vinnare i Prix de Lausanne.[9]
- 1982 - Olivier Award, "Outstanding Individual Performance of the Year in a New Dance Production" (den första att motta denna utmärkelse) för Valley of shadows.[10]
- 1992 - titeln Prima Ballerina Assoluta vid La Scala-teatern.[9]
- 2000 - vinnare i Prix Benois de la danse ("balettens Oscar")[11]  i Moskva.
- 2016 - Olivier Award "Outstanding acheivement in dance" för Woolf Works och Chéri. (Woolf works vann dessutom "Best new dance production").[12]
- 2024 - Lifetime achievement award vid Prix de Lausanne.[9]